# Anthurium coripatense
Anthurium coripatense är en kallaväxtart som beskrevs av Nicholas Edward Brown och Adolf Engler. Anthurium coripatense ingår i släktet Anthurium och familjen kallaväxter. Inga underarter finns listade.